# Ira Francis Vail
Ira Francis Vail (Arlington (Ohio), 22 april 1897 – Los Angeles, 26 mei 1973) was een Amerikaans componist, dirigent, klarinettist en saxofonist.

## Levensloop
Vail studeerde muziek aan het Findlay Conservatorium in Findlay alsook aan het Chicago Musical College in Chicago, Illinois. Tijdens de Eerste Wereldoorlog was hij dirigent van de kapel van de 158e Brigade van de U.S. Army. Van 1933 tot 1942 was hij dirigent van het stedelijk harmonieorkest van LeMars, Ohio. 

## Composities

### Werken voor harmonieorkest
- Avon Ouverture
- London Suite
- Rural Rhapsody
- Western Winds Ouverture

## Publicaties
- William H. Rehrig, Paul E. Bierley: The heritage encyclopedia of band music - composers and their music, Westerville, Ohio: Integrity Press, 1991. ISBN 0-918048-08-7